# Bronisława
Bronisławaⓘ – staropolskie imię żeńskie, złożone z członów Broni- („bronić, strzec”) i -sława („sława”). Być może znaczyło „ta, która broni sławy”. W źródłach polskich poświadczone od XIII wieku.
Bronisława imieniny obchodzi 1 września, na pamiątkę bł. Bronisławy.
Męskie odpowiedniki: Bronisław, Bronsław, Barnisław, Brunisław
Odpowiedniki w innych językach:
- esperanto: Braonislava[1]

Znane kobiety o imieniu Bronisława:
- Bronisława Ludwichowska
- Bronisława Wajs-Papusza
- Bronisława Ostrowska
- Bronisława Niżyńska
- Bronisława Kowalska
- Bronisława Wierusz-Kowalska
- Bronisława Orawiec-Löffler